# Truist Field
Pour les articles homonymes, voir BB&T Ballpark.
Le Truist Field, anciennement BB&T Ballpark, est un stade de baseball situé à Charlotte, dans l'État américain de la Caroline du Nord. Le stade est ouvert avril 2014[réf. nécessaire].
D'une capacité de 10 200 places, il est le domicile des Knights de Charlotte, club de ligue mineure de niveau triple-A évoluant en Ligue internationale.